# Шафікова Аміна Івнієвна
Аміна Івнієвна Шафікова (24 березня 1974, село Іргізли Бурзянського району Башкирська АРСР) — башкирський державний діяч, піаніст. Міністр культури Республіки Башкортостан. Заслужена артистка Башкортостану.

## Біографія
Народилася 24 березня 1974 року в с. Іргізли Бурзянського району Башкирської АРСР. Закінчила Середню спеціальну музичну школу і Уфимський державний інститут мистецтв (клас проф. Н.Г. Хамідулліної). 
У 1997-1999 рр. навчалася в асистентурі-стажуванні Казанської державної консерваторії (кл. проф. І.С. Дубініної)
З вересня 2004 по жовтень 2008 — головний консультант відділу культури, спорту, ЗМІ, національної та молодіжної політики Апарату Уряду Республіки Башкортостан.
У 2008-2010 роках – проректор з додаткової і післявузівської освіти Уфимської державної академії мистецтв імені З. Ісмагіова.
З 2010 по 2012 рік — ректор Уфимської державної академії мистецтв.
З 05.10.2012 — міністр культури Республіки Башкортостан. 

## Нагороди та звання
Лауреат 2 премії I конкурсу ім. Сабітова (Уфа, 1995), 2 премії Міжнародного конкурсу «Музикаль де Франс» (Париж, 1996), 2 премії Міжнародного конкурсу «Надії. Таланти. Майстри» (Добрич. Болгарія, 2003), дипломант Міжнародного конкурсу «Піанелло валь Тідоне» (Італія, 2004), лауреат Державної республіканської молодіжної премії імені Ш. Бабича (2005).
Заслужений артист Республіки Башкортостан.
Удостоєна подяки Президента РФ «За досягнуті трудові успіхи, активну громадську діяльність та багаторічну сумлінну працю».